# 克勞赫塔爾

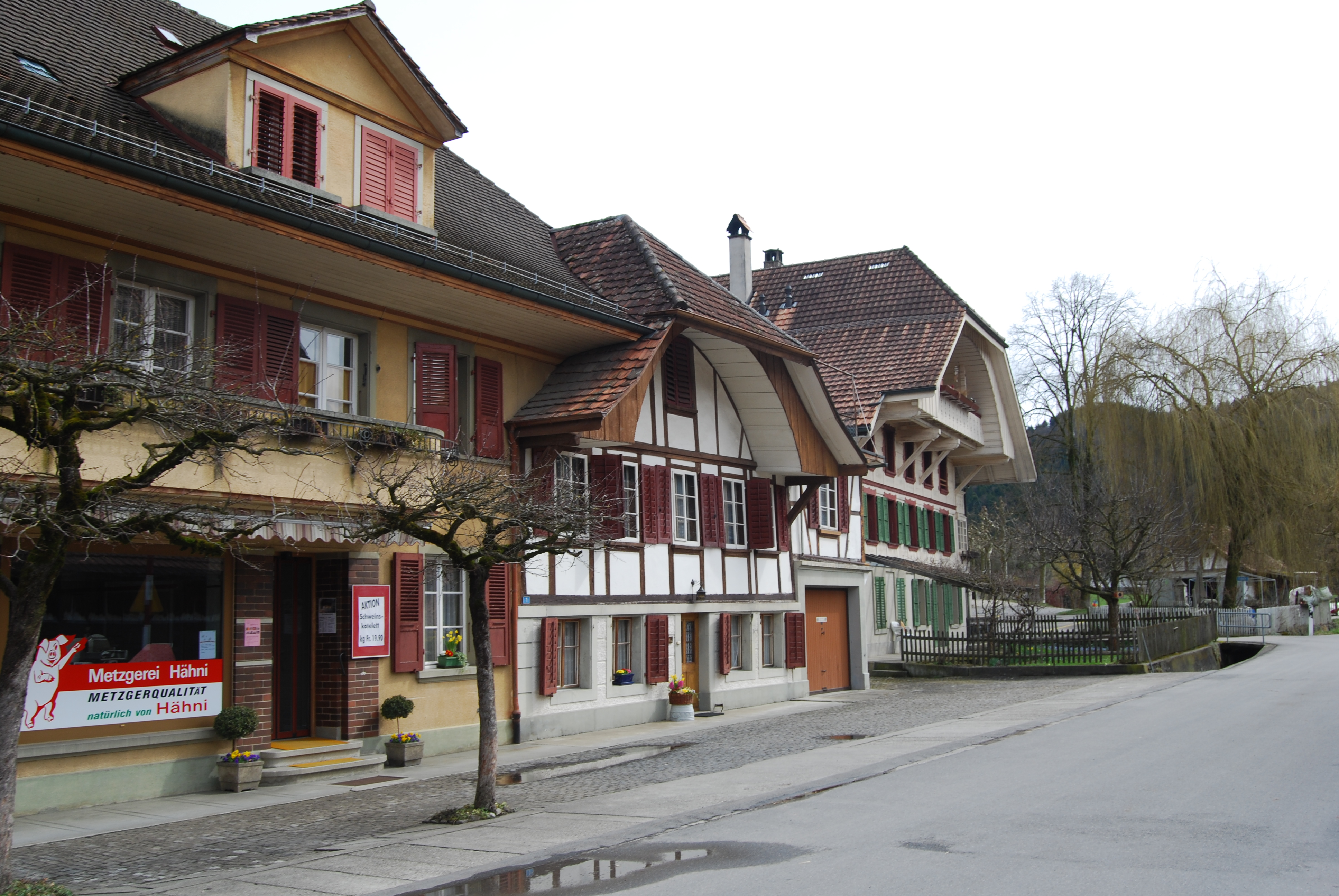

克勞赫塔爾是瑞士的城鎮，位於該國中西部，由伯恩州負責管轄，面積19.43平方公里，海拔高度585米，2011年人口2,323，七成人口信奉基督教，人口密度每平方公里120人。